# Принія білоброва

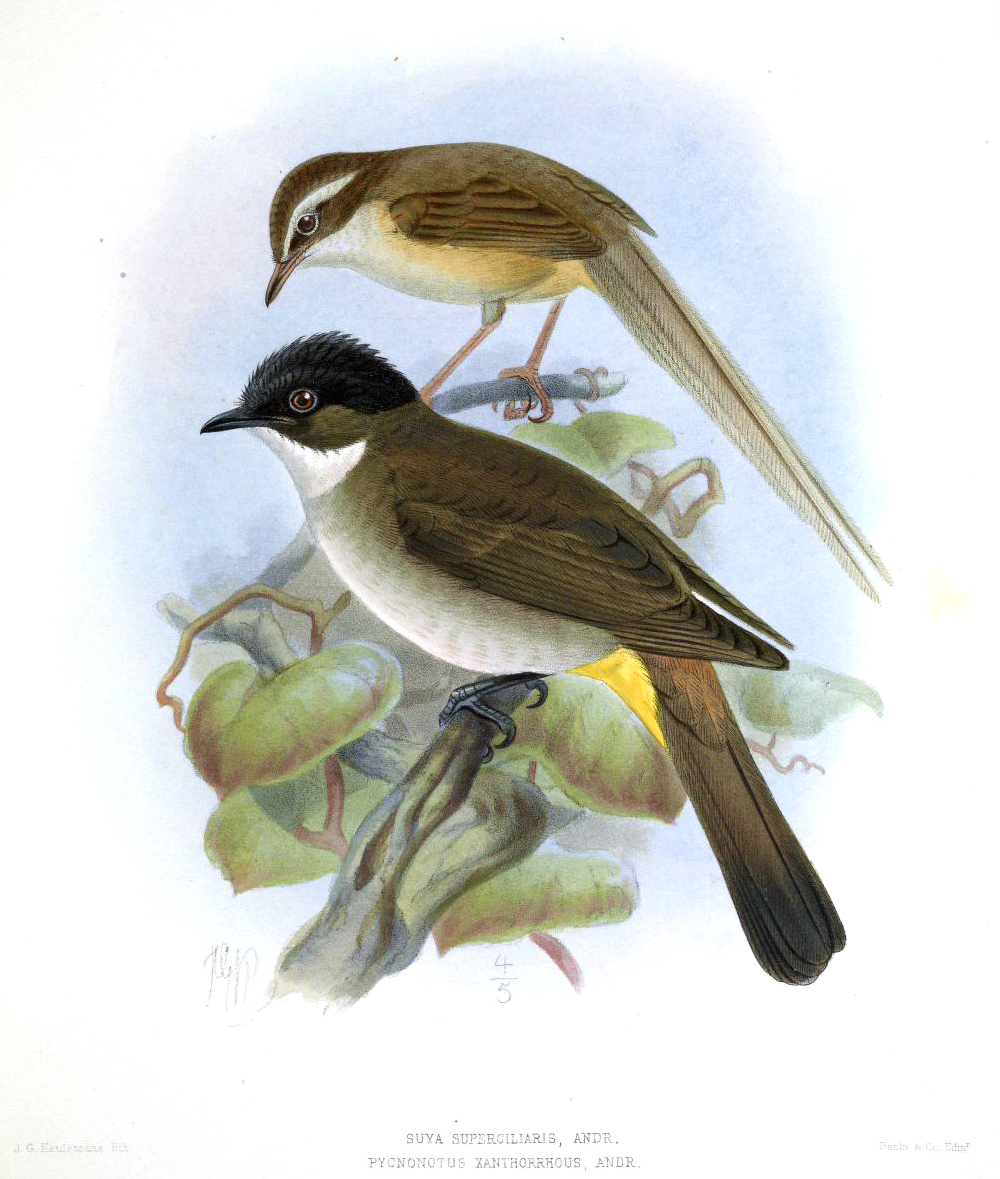
Білоброва принія і білогорлий бюльбюль

Принія білоброва (Prinia superciliaris) — вид горобцеподібних птахів родини тамікових (Cisticolidae). Мешкає в Південно-Східній Азії. Раніше вважалася конспецифічною з чорногорлою принією.

## Підвиди
Виділяють п'ять підвидів:
- P. s. erythropleura (Walden, 1875) — східна М'янма і північно-західний Таїланд;
- P. s. superciliaris (Anderson, 1871) — північно-східна М'янма, південний і південно-східний Китай, північно-східний Таїланд і північно-східний Індокитай;
- P. s. klossi (Hachisuka, 1926) — південний Індокитай;
- P. s. waterstradti (Hartert, E, 1902) — гірський хребет Таґан (Малайзія);
- P. s. dysancrita (Oberholser, 1912) — західна Суматра.

## Поширення і екологія
Білоброві принії мешкають в Китаї, М'янмі, Таїланді, В'єтнамі, Лаосі, Камбоджі, Малайзії і Індонезії. Вони живуть на високогірних луках і чагарникових заростях, а також на узліссях гірських і рівнинних тропічних лісів.